# Стефанос Коцоліс
Стефанос Коцоліс (грец. Στέφανος Κοτσόλης, нар. 6 травня 1979, Афіни) — грецький футболіст, що грав на позиції воротаря.
Виступав, зокрема, за «Панатінаїкос» та «Ларису», а також національну збірну Греції.

## Клубна кар'єра
Народився 6 травня 1979 року в місті Афіни. Вихованець футбольної школи клубу «Панатінаїкос». Дорослу футбольну кар'єру розпочав 1999 року в основній команді того ж клубу, в якій провів шість сезонів. Більшість часу був дублером Антоніса Нікополідіса, а після його уходу у 2004 році програв конкуренцію новачку Маріо Галиновичу, тому за весь час взяв участь у 22 матчах в усіх турнірах і у сезоні 2003/04 виборов титул чемпіона Греції та ставав володарем Кубка Греції.
У 2005 році в пошуках ігрової практики Коцоліс перейшов до «Лариси». У новій команді він швидко завоював місце в основі та став одним із лідерів команди, а у 2007 році Коцоліс допоміг завоювати кубок, вигравши у фіналі 2:1 у свого рідного клубу, «Панатінаїкоса».
Влітку 2009 року Стефанос перейшов до кіпрської «Омонії». 29 серпня в матчі проти «Пафоса» він дебютував у чемпіонаті Кіпру і 2010 року виграв з командою чемпіонат та Суперкубок Кіпру.
2011 року повернувся до клубу «Панатінаїкос», за який відіграв ще 6 сезонів, але знову був запасним воротарем і нечасто виходив на поле. Втім саме він зіграв 26 квітня 2014 року у фіналі Кубка проти ПАОКа, вигравши свій третій Кубок Греції у кар'єрі. Завершив професійну кар'єру футболіста виступами за команду «Панатінаїкос» у 2017 році.

## Виступи за збірні
Протягом 2000—2002 років залучався до складу молодіжної збірної Греції, з якою був учасником молодіжного чемпіонату Європи 2002 року у Швейцарії, на якому греки не подолали груповий етап. Всього на молодіжному рівні зіграв у 10 офіційних матчах, пропустив 9 голів.
16 листопада 2005 року дебютував в офіційних іграх у складі національної збірної Греції під час домашнього товариського матчу проти Угорщини (2:1), замінивши на 75-й хвилині Антоніса Нікополідіса. 
Загалом протягом кар'єри в національній команді, яка тривала 7 років, провів у її формі 5 матчів, пропустивши 3 голи.

## Статистика виступів

### Статистика клубних виступів
| Сезон                    | Команда                  | Campionato               | Campionato | Campionato | Національний кубок | Національний кубок | Національний кубок | Континентальні кубки | Континентальні кубки | Континентальні кубки | Інші змагання | Інші змагання | Інші змагання | Усього за | Усього за |
| Сезон                    | Команда                  | Ліга                     | Ігор       | Голів      | Ліга               | Ігор               | Голів              | Ліга                 | Ігор                 | Голів                | Ліга          | Ігор          | Голів         | Ігор      | Голів     |
| ------------------------ | ------------------------ | ------------------------ | ---------- | ---------- | ------------------ | ------------------ | ------------------ | -------------------- | -------------------- | -------------------- | ------------- | ------------- | ------------- | --------- | --------- |
| 2005–06                  | «Лариса»                 | АЕ                       | 27         | -32        | КГ                 | 7                  | -4                 | -                    | -                    | -                    | -             | -             | -             | 34        | -36       |
| 2006–07                  | «Лариса»                 | СЛ                       | 25         | -30        | КГ                 | 5                  | -3                 | Інт                  | -                    | -                    | -             | -             | -             | 30        | -33       |
| 2007–08                  | «Лариса»                 | СЛ                       | 17         | -17        | КГ                 | 3                  | -5                 | КУЄФА                | 5                    | -9                   | -             | -             | -             | 36        | 2         |
| 2008–09                  | «Лариса»                 | СЛ                       | 30+1       | -26 + -3   | КГ                 | 1                  | 0                  | -                    | -                    | -                    | -             | -             | -             | 32        | -29       |
| Усього за «Ларису»       | Усього за «Ларису»       | Усього за «Ларису»       | 99+1       | -105 + -3  |                    | 16                 | -12                |                      | 5                    | -9                   |               | -             | -             | 121       | -129      |
| 2009–10                  | «Омонія»                 | ЧК                       | 15         | -11        | КК                 | 1                  | -2                 | ЛЄ                   | 4                    | -4                   | -             | -             | -             | 20        | -17       |
| січ.-черв. 2011          | «Панатінаїкос»           | СЛ                       | 1+1        | -1 + -0    | КГ                 | 0                  | 0                  | ЛЧ                   | -                    | -                    | -             | -             | -             | 2         | -1        |
| 2011–12                  | «Панатінаїкос»           | СЛ                       | 3          | -1         | КГ                 | 0                  | 0                  | ЛЧ+ЛЄ                | 0+1                  | -1                   | -             | -             | -             | 4         | -2        |
| 2012–13                  | «Панатінаїкос»           | СЛ                       | 0          | 0          | КГ                 | 1                  | 0                  | ЛЧ+ЛЄ                | 0                    | 0                    | -             | -             | -             | 1         | 0         |
| 2013–14                  | «Панатінаїкос»           | СЛ                       | 6+1        | -5 + -1    | КГ                 | 9                  | -4                 | -                    | -                    | -                    | -             | -             | -             | 16        | -10       |
| 2014–15                  | «Панатінаїкос»           | СЛ                       | 4+2        | -5 + -2    | КГ                 | 3                  | -3                 | ЛЧ+ЛЄ                | 2+5                  | -2 + -8              | -             | -             | -             | 16        | –         |
| 2015–16                  | «Панатінаїкос»           | СЛ                       | 0          | 0          | КГ                 | 5                  | -4                 | ЛЧ+ЛЄ                | 2+0                  | -4                   | -             | -             | -             | 7         | -8        |
| Усього за «Панатінаїкос» | Усього за «Панатінаїкос» | Усього за «Панатінаїкос» | 14+4       | -12 + -3   |                    | 18                 | -11                |                      | 10                   | -15                  |               | -             | -             | 46        | -41       |
| Усього за кар'єру        | Усього за кар'єру        | Усього за кар'єру        | 128+4      | -128 + -6  |                    | 35                 | -25                |                      | 19                   | -28                  |               | -             | -             | 187       | -187      |

### Статистика виступів за збірну
| Дата       | Місто    | Господарі         | Результат | Гості     | Турнір           | Голи | Примітки |
| ---------- | -------- | ----------------- | --------- | --------- | ---------------- | ---- | -------- |
| 16-11-2005 | Пірей    | Греція            | 2 – 1     | Угорщина  | товариський матч | -1   | 74'      |
| 25-1-2006  | Ер-Ріяд  | Саудівська Аравія | 1 – 1     | Греція    | товариський матч | -1   | 46'      |
| 1-3-2006   | Нікосія  | Греція            | 2 – 0     | Казахстан | товариський матч | -    | 46'      |
| 5-2-2008   | Нікосія  | Греція            | 1 – 0     | Чехія     | товариський матч | -    | 46'      |
| 7-6-2011   | Нью-Йорк | Еквадор           | 1 – 1     | Греція    | товариський матч | -1   |          |
| Усього     |          | Матчів            | 5         |           | Голів            | -3   |          |

## Титули і досягнення
- Чемпіон Греції (1):

«Панатінаїкос»: 2003/04
- Володар Кубка Греції (3):

«Панатінаїкос»: 2003/04, 2013/14
«Лариса»: 2006/07
- Чемпіон Кіпру (1):

«Омонія»: 2009/10
- Володар Суперкубка Кіпру (1):

«Омонія»: 2010